# Município de Coitsville (condado de Mahoning, Ohio)
Localização do Ohio nos E.U.A.
O município de Coitsville (em inglês: Coitsville Township) é um município localizado no condado de Mahoning no estado estadounidense de Ohio. No ano 2010 tinha uma população de 1392 habitantes e uma densidade populacional de 41,63 pessoas por km².

## Geografia
O município de Coitsville encontra-se localizado nas coordenadas 41° 05′ 39″ N, 80° 33′ 22″ O. Segundo o Departamento do Censo dos Estados Unidos, o município tem uma superfície total de 33.43 km², da qual 33.23 km² correspondem a terra firme e (0.62%) 0.21 km² é água.

## Demografia
Segundo o censo de 2010, tinha 1392 pessoas residindo no município de Coitsville. A densidade de população era de 41,63 hab./km².